# Deuterocopus devosi
Deuterocopus devosi là một loài bướm đêm thuộc họ Pterophoridae. Nó được tìm thấy ở New Guinea.
Sải cánh dài khoảng 10 mm. Con trưởng thành bay vào tháng 3 và tháng 11.